# Alamo Square

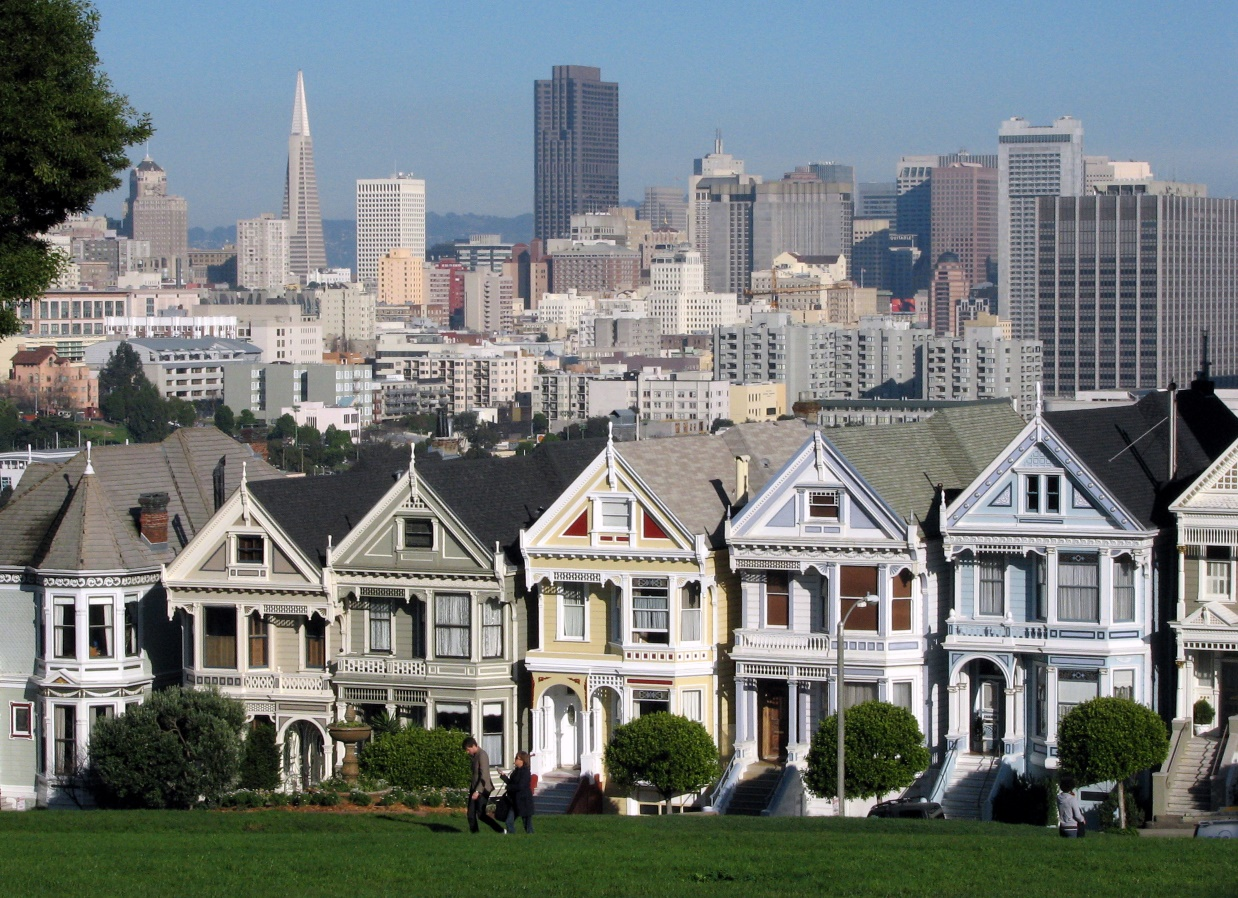
De beroemde "Painted Ladies" gezien vanaf Alamo Square.

Alamo Square is een park en een buurt in San Francisco.
Aan de oostzijde van het park staan de zes beroemde victoriaanse huizen aan de Steiner Street, bekend als de Painted Ladies. Het park wordt verder begrensd door Hayes Street (zuid), Fulton Street (noord) en Scott Street (west).
De buurt is gelegen in de stadsbuurt Western Addition en wordt begrensd door Webster Street (oost), Golden Gate Avenue (noord), Divisadero Street (west) en Oak Street (zuid).